# Hugo de Arlés
Hugo de Arlés o Hugo de Provenza (ca. 880-10 de abril de 948) fue rey de Italia desde 926 hasta su muerte. 

## Vida
Hijo de Teobaldo de Provenza y de Berta de Lotaringia, era nieto de Lotario II de Lotaringia por vía materna.

El Reino de Arlés.

En 905 fue nombrado gobernador de Provenza hasta que en 911 el emperador del Sacro Imperio Romano Germánico, Luis III el Ciego, lo nombró conde de dicho territorio, también conocido como Baja Borgoña. Hugo se afianzaría en dicho título en 912 gracias a su matrimonio con la hermanastra del emperador, Guilla de Provenza, que acababa de enviudar del rey de Borgoña Rodolfo I. El matrimonio solo duró dos años, ya que Guilla falleció en 914 sin dejar descendencia.
En 922, una parte de la nobleza italiana se enfrentó al vigente rey de Italia y emperador del Sacro Imperio, Berengario de Friuli, quien eligió al hijastro de Hugo y rey de Borgoña, Rodolfo II de Borgoña, para ocupar el trono italiano, provocando así una guerra civil que, tras el asesinato de Berengario en 924, llevó a los partidarios de este a ofrecer el trono italiano a Hugo, que fue coronado en Pavía en la basílica de San Miguel el Mayor en 926, lo que prolongó el conflicto armado con su hijastro Rodolfo. 
En 924 volvió a contraer matrimonio con Alda, que le dio dos hijos: Alda de Vienne, quien casaría con Alberico II, y Lotario, a quien en 931 asoció al trono italiano.
Con la muerte del emperador Luis III en 928, Hugo se consolidó en la soberanía de la Baja Borgoña, lo que le permitió poner fin al conflicto que mantenía con Rodolfo en 933, teniendo como mediadora a su media hermana Ermengarda de Toscana, de quien aquella era amante, así como de él. Rodolfo aceptó renunciar a sus derechos sobre Italia a cambio de la cesión, por parte de Hugo, de la soberanía que este mantenía sobre la Baja Borgoña, lo que dio origen al reino de Arlés al unirse al reino de Borgoña bajo la única soberanía de Rodolfo II.

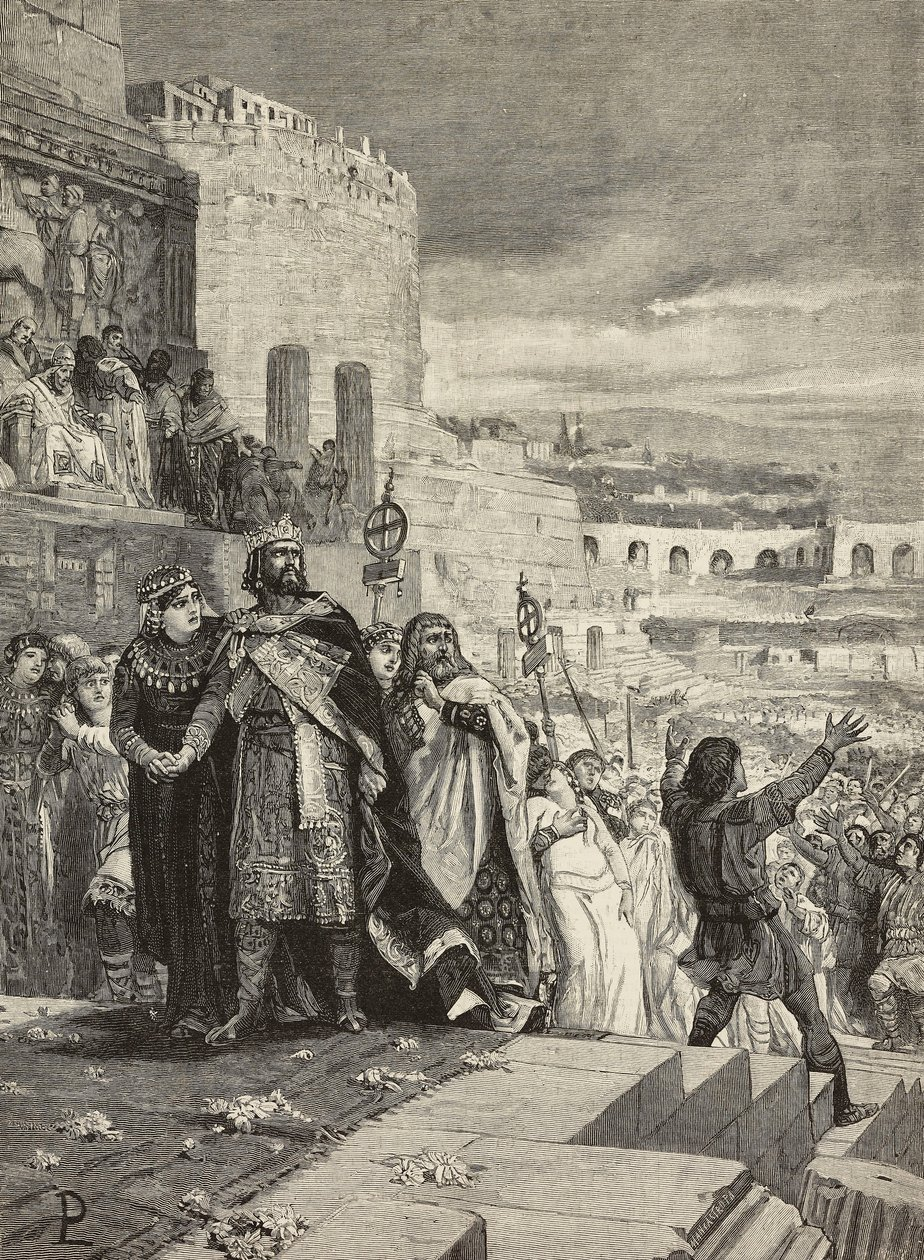
Boda de Hugo de Arlés y Marozia.

Antes, en 932, había contraído terceras nupcias con Marozia, viuda de su hermano Guido, en un intento de dominar a la nobleza romana y afianzar con ello su precario título de rey de Italia, para lo que debió anular su matrimonio con Alda, lo cual logró fácilmente al contar con el apoyo del propio papa Juan XI, que era hijo de Marozia. Esta maniobra política resultó fallida al ser rechazada por Alberico II, otro de los hijos de Marozia y hermanastro del papa, quien se alzó en armas y, tras encarcelar a su madre y al papa, expulsó a Hugo de Roma, quien posteriormente forjó una alianza con Alberico mediante el matrimonio de su hija Alda con el noble italiano.
A la muerte de Rodolfo II en 937, Hugo intentará recuperar infructuosamente la soberanía sobre el reino de Arlés que había heredado Conrado III de Borgoña, para lo cual no dudó en contraer matrimonio con Berta de Suabia, la viuda de Rodolfo.
En 940 intentó eliminar a Berengario II, margrave de Ivrea y posible pretendiente al trono italiano, obligándolo a huir a Alemania, quien a su vez logró la protección de Otón I. Esto le permitió armar un ejército con el que en 945 retornó a Italia; Hugo se vio en la necesidad de retirarse a la Provenza, donde falleció el 10 de abril de 947.